# فرايني
فرايني (بالإيطالية: Fraine)‏ هي بلدية في مقاطعة كييتي في إقليم أبروتسو الإيطالي.

## السكان
في سنة 1861 بلغ عدد السكان 1٬710 نسمة، وتطور العدد ليصل في سنة 2011 لـ 396 نسمة.
يظهر هذا المخطط البياني تطور النمو السكاني لـ فرايني